# خزامى بحرية متموجة
ليمونيوم سينواتوم (بالإنجليزية: Limonium sinuatum)‏ ، والمعروفة باسم الخزامى البحري المتموج، أوالستاتيس، أوالخزامى البحري، وإكليل الجبل المستنقعي، والوردي البحري،   هو نوع من نباتات البحر الأبيض المتوسط في عائلة الفصيلة رصاصية المعروفة بأزهارها الورقية التي يمكن استخدامها في تنسيقات الأزهار المجففة.

## وصف
تعتبر الخزامى البحرية المتموجة نباتًا معمراً قصير العمر، ويتم التعامل معه في كثير من الأحيان باعتباره نباتًا سنويًا. الأوراق ريشية، مفصصة، على شكل رمح - يصل طولها إلى 10 سـم (3.9 بوصة) . الأزهار طويلة وجميع أجزاء الزهور ناعمة. تظهر سيقان الزهور المجنحة في الصيف ويبلغ طولها حوالي 70 سـم (28 بوصة) . تظهر الأزهار في مجموعات ورقية قصيرة بألوان تتراوح من الأبيض إلى الوردي والأرجواني والأصفر. ومن المعروف أنها تنتشر عبر الحقول بسرعة كبيرة. 

## معرض الصور

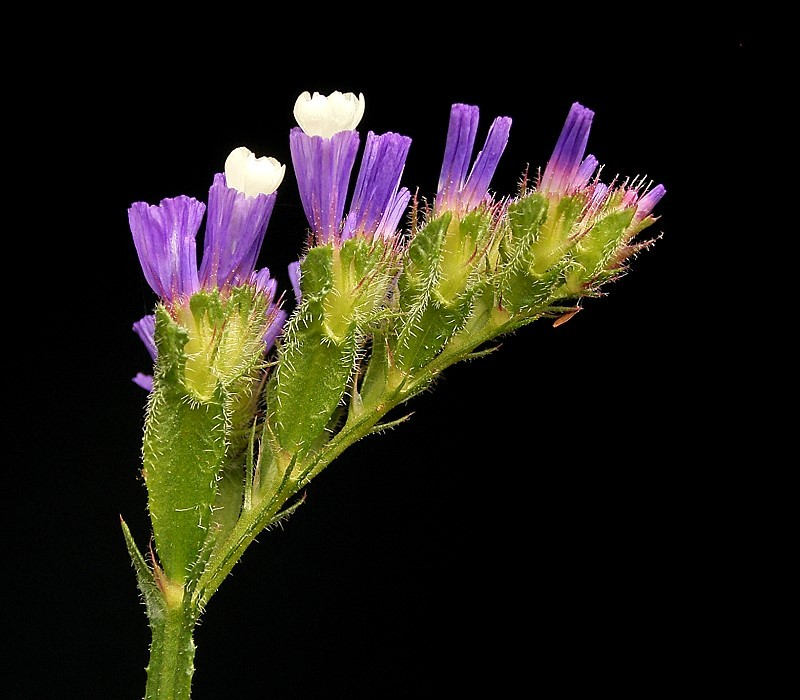
ليمونيوم سينواتوم
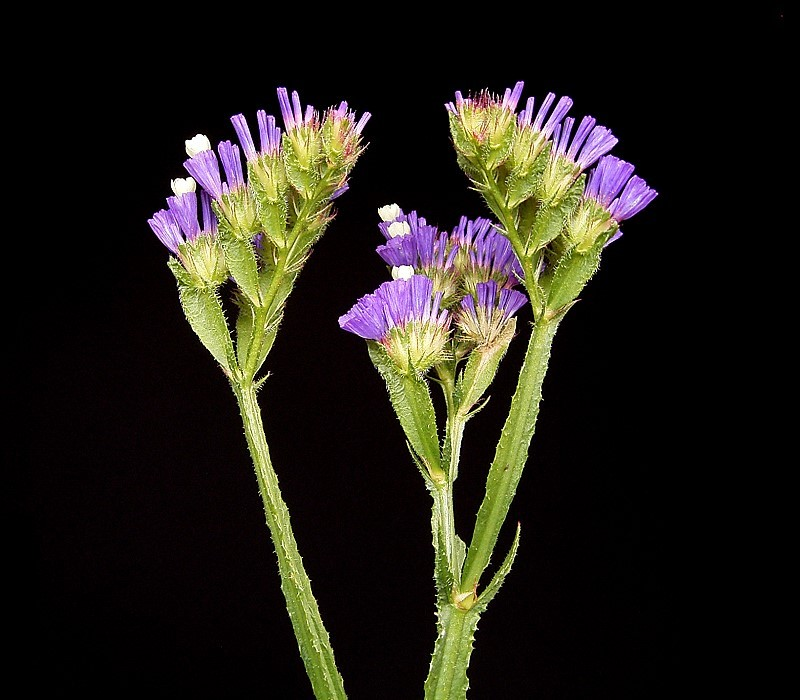
ليمونيوم سينواتوم
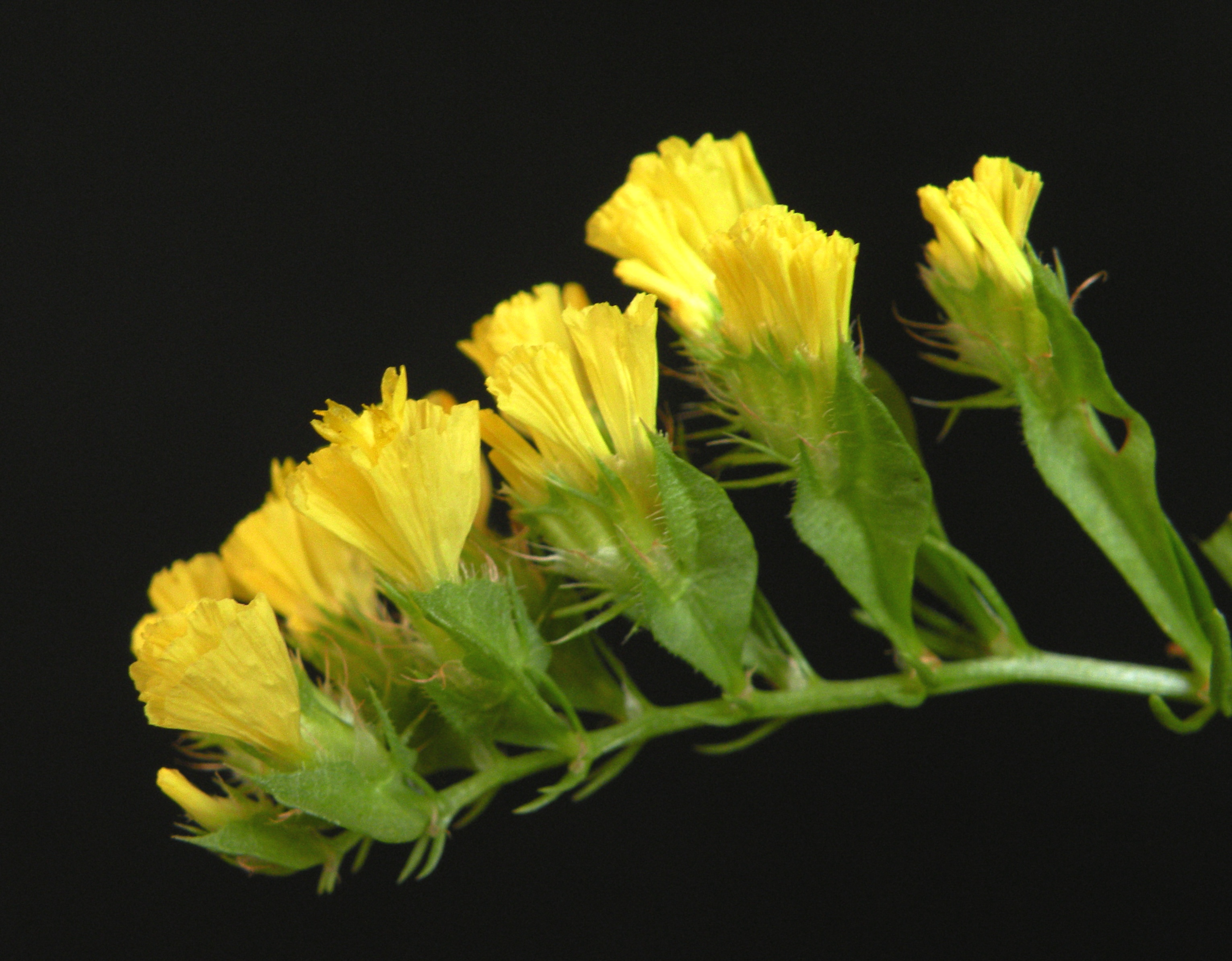
زهور ستاتيس صفراء، عن قرب من الجانب
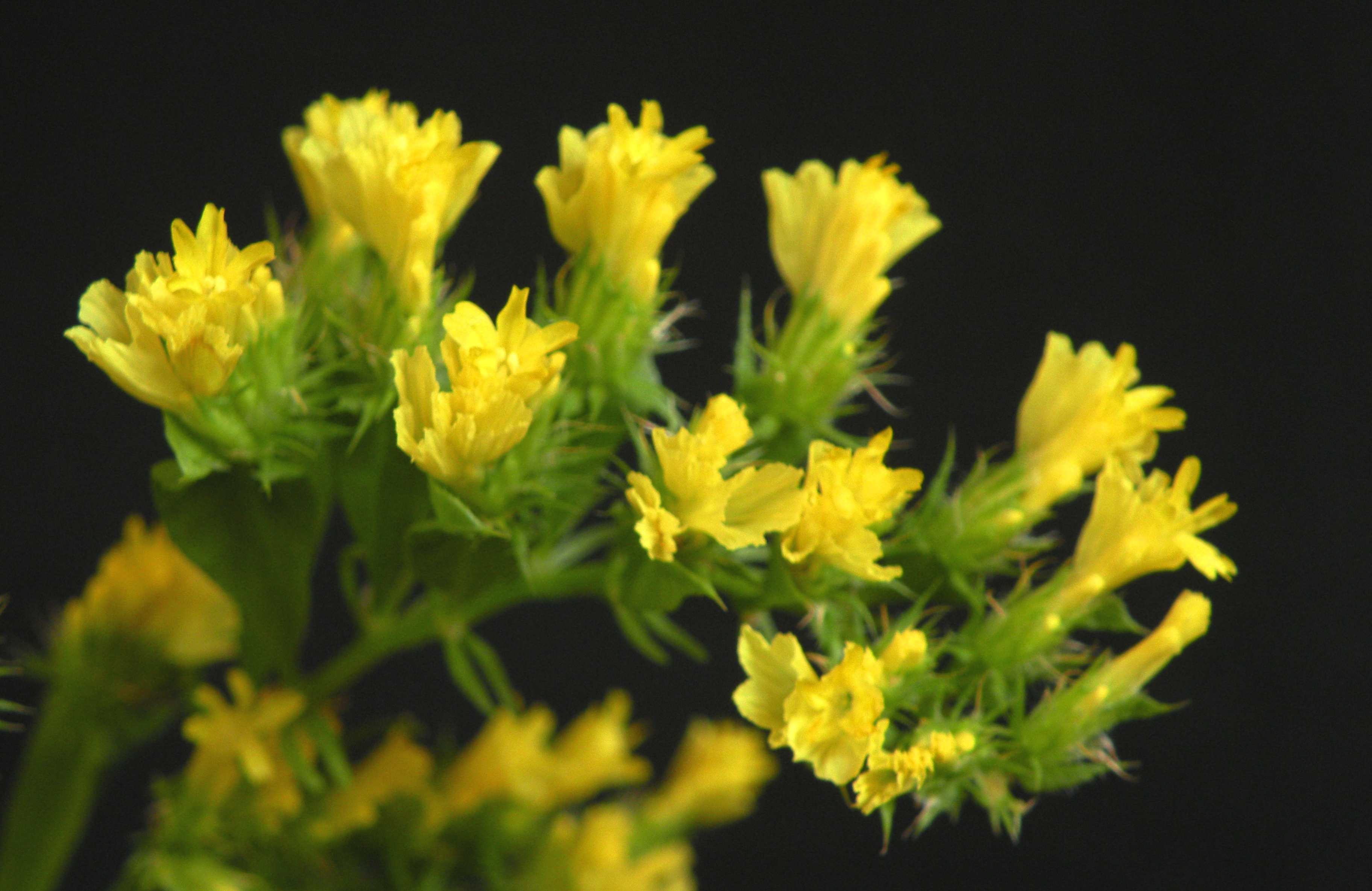
زهور ستاتيس صفراء، عن قرب من الأعلى
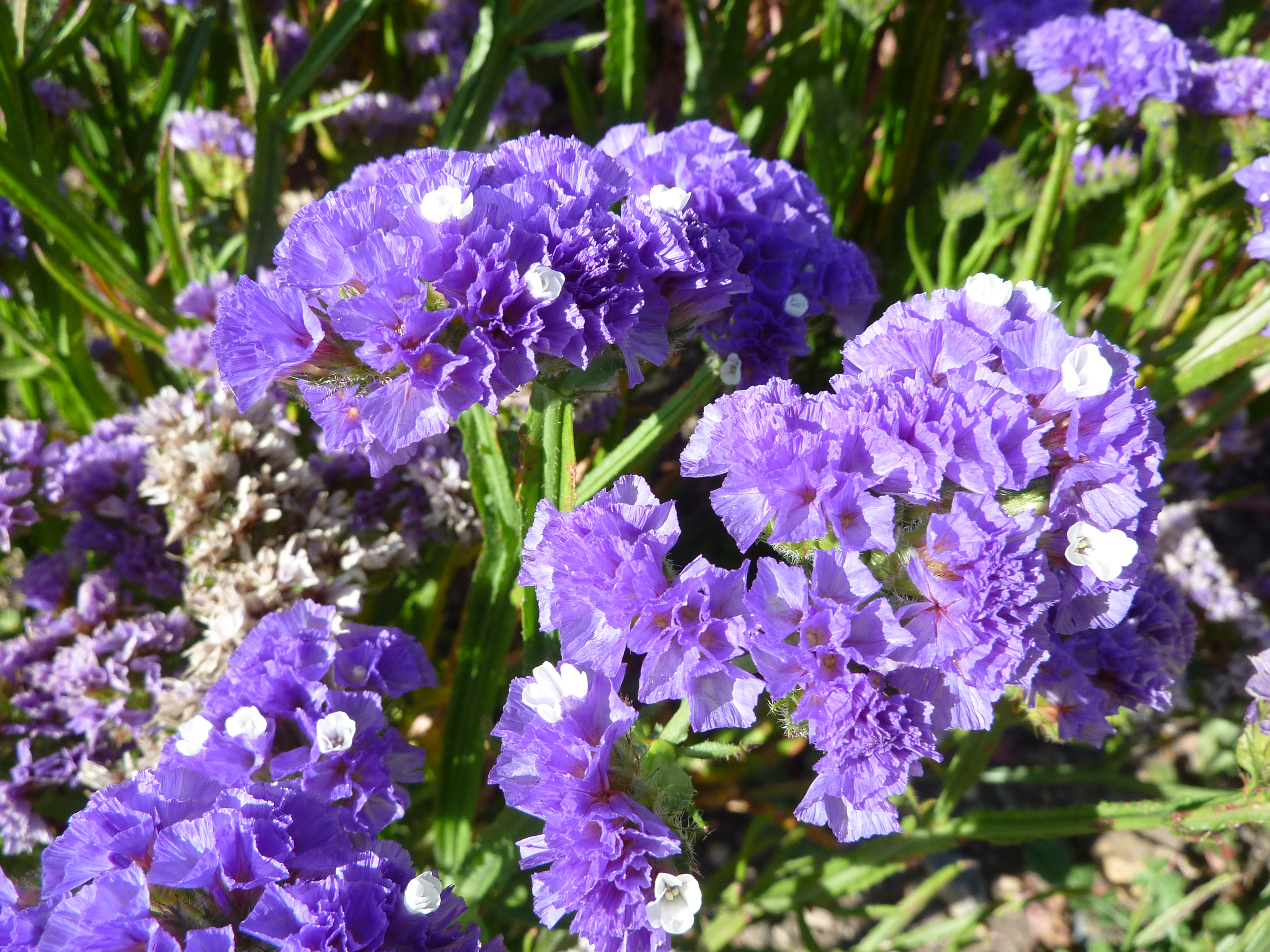
ليمونيوم سيناتوم "منتصف الليل الأزرق"